# Festa di laurea
Festa di laurea è un film del 1985 diretto da Pupi Avati.

## Trama
Campagna romagnola, 1950, in prossimità del mare. Il fornaio Vanni Porelli viene incaricato di organizzare in un fatiscente casale abbandonato la festa di laurea della figlia della signora Gaia: Sandra. Il lavoro è improbo e la donna rifiuta di versare anche solo un anticipo, ma Vanni accetta, in quanto dieci anni prima, in occasione della dichiarazione di guerra del 1940, era stato baciato a sorpresa da Gaia, presso la cui famiglia lavorava la madre di lui, e ne era rimasto ingenuamente innamorato tanto da finire per separarsi da sua moglie.
Vanni si mette all'opera, aiutato dal suo ingenuo figlio Nicola, da due ragazzi orfani adottati dalla moglie, da alcuni sfollati che avevano occupato abusivamente il casale e da altri collaboratori occasionali.
Sandra ha mentito, non si è per niente laureata (è venuto fuori che aveva alterato alcuni voti sul libretto universitario), ma la celebrazione prende luogo ugualmente nonostante tutti gli invitati ne siano a conoscenza. La festa si risolve in un disastro, totalmente disorganizzata e inadeguata alle richieste di Gaia: alla fine Vanni rifiuta anche di essere pagato non accettando i soldi della donna amata. Della festa rimane un modesto filmino amatoriale girato dall'avvocato del paese, nel quale l'amara realtà non traspare.

## Produzione
Il soggetto del film nasce da un episodio realmente accaduto a conoscenti del regista, al quale mostrarono un filmino amatoriale girato in occasione della laurea di una studentessa, che nella realtà si era laureata soltanto due anni dopo. Benché ambientato nella campagna riminese, il film è stato girato essenzialmente nelle Valli di Comacchio

## Riconoscimenti
- 1986 -  David di Donatello
  - Miglior musicista a Riz Ortolani
- 1986 - Nastro d'argento
  - Candidatura al migliore attore protagonista a Carlo Delle Piane
  - Candidatura alla migliore colonna sonora a Riz Ortolani
- 1986 - Ciak d'oro
  - Candidatura alla migliore sceneggiatura ad Antonio Avati e Pupi Avati
  - Candidatura alla migliore scenografia a Giancarlo Basili e Leonardo Scarpa
  - Candidatura ai migliori costumi ad Alberto Spiazzi
  - Candidatura alla migliore colonna sonora a Riz Ortolani
  - Candidatura alla migliore fotografia a Pasquale Rachini
  - Candidatura al migliore montaggio ad Amedeo Salfa